# Artzentales
Artzentales (auch: Artzandaritz, spanisch Arcentales) ist eine Gemeinde mit 736 Einwohnern (Stand: 2024) in der Provinz Bizkaia in der Autonomen Gemeinschaft Baskenland im Norden Spaniens. Die Gemeinde besteht aus den Ortschaften San Miguel de Linares, Gorgolas, Santa Cruz, Traslaviña und Traslosheros. Der Verwaltungssitz befindet sich in San Miguel de Linares.

## Lage
Artzentales befindet sich etwa 30 Kilometer westlich von Bilbao in einer Höhe von ca. 75 m.

## Bevölkerungsentwicklung
| Jahr      | 1950 | 1970 | 1981 | 1991 | 2001 | 2011 | 2021 |
| Einwohner | 1193 | 940  | 714  | 676  | 668  | 742  | 726  |

## Sehenswürdigkeiten
- Michaeliskirche in San Miguel de Linares
- Marienkirche in Traslaviña
- Helenenkirche in Santa Cruz
- Rathaus

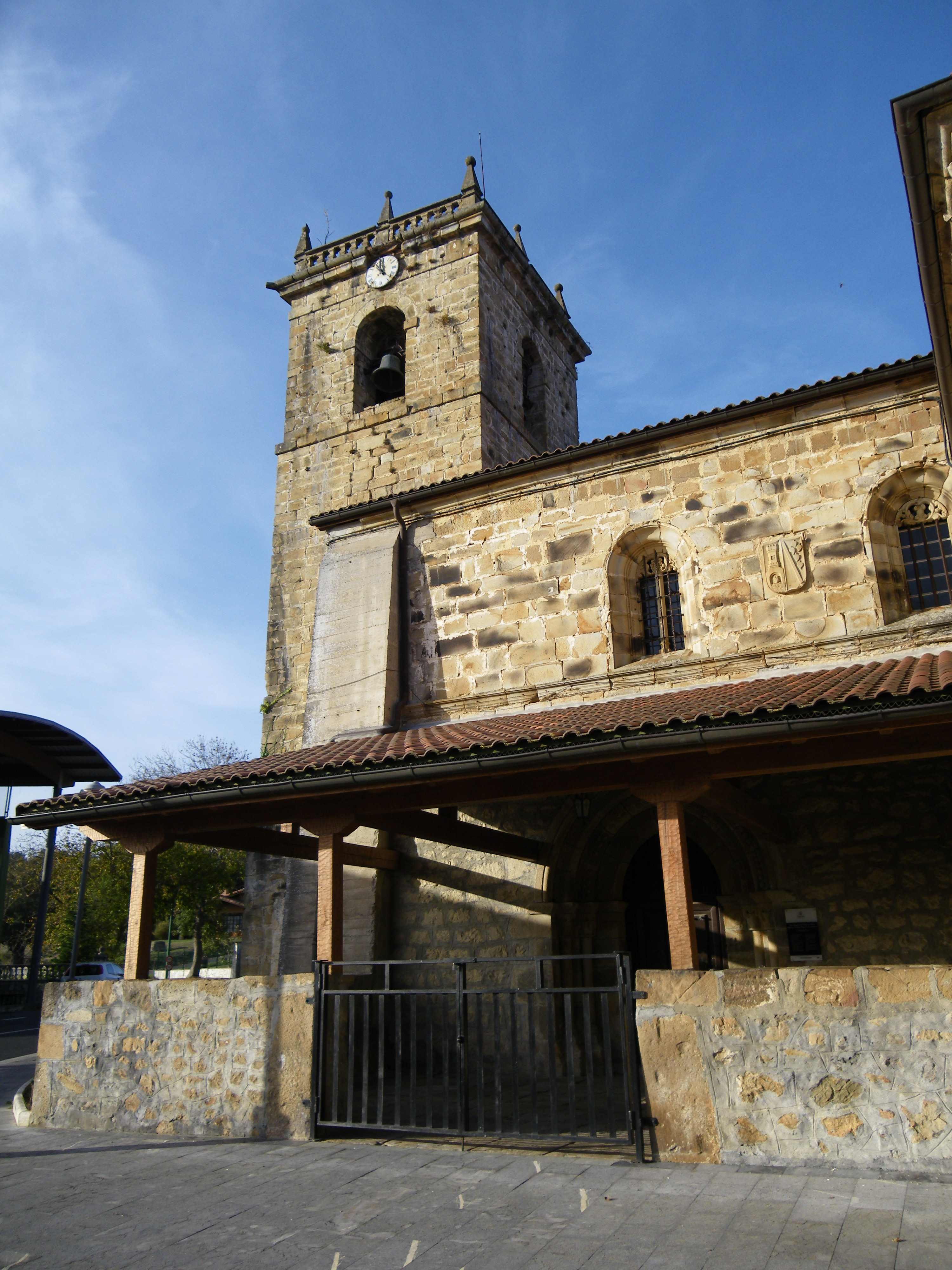
Michaeliskirche
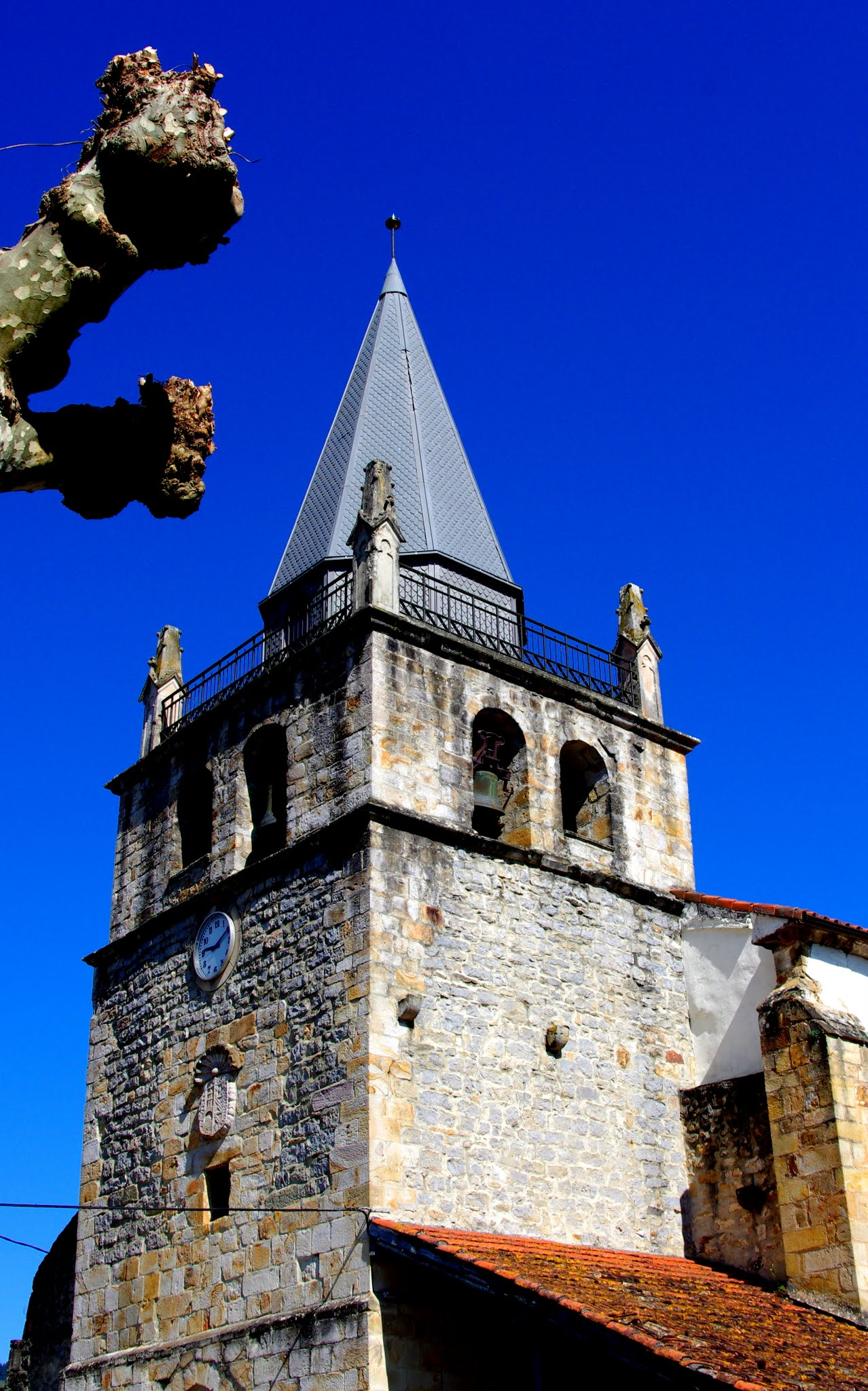
Marienkirche